# Lekkoatletyka na Letnich Igrzyskach Olimpijskich 2016 – sztafeta 4 × 100 m kobiet
Bieg sztafetowy 4 × 100 metrów kobiet – jedna z konkurencji lekkoatletycznych rozgrywanych podczas igrzysk olimpijskich w Rio de Janeiro. Zawody odbyły się 18 i 19 sierpnia 2016 roku.
Obrońcą złotego medalu olimpijskiego z 2012 roku była sztafeta Stanów Zjednoczonych.
W zawodach wzięło udział 16 drużyn.

## Terminarz
Wszystkie godziny podane są w czasie brazylijskim (UTC-03:00).
| Data             | Godzina |            |
| ---------------- | ------- | ---------- |
| 18 sierpnia 2016 | 11:20   | Eliminacje |
| 19 sierpnia 2016 | 22:15   | Finał      |

## Rekordy
Tabela uwzględnia rekordy uzyskane przed rozpoczęciem rywalizacji.
|                   | Zawodniczka                                                                         | Wynik   | Miejsce | Data             |
| ----------------- | ----------------------------------------------------------------------------------- | ------- | ------- | ---------------- |
| Rekord świata     | Stany Zjednoczone · (Tianna Madison, Allyson Felix, Bianca Knight, Carmelita Jeter) | 40,82 s | Londyn  | 10 sierpnia 2012 |
| Rekord olimpijski | Stany Zjednoczone · (Tianna Madison, Allyson Felix, Bianca Knight, Carmelita Jeter) | 40,82 s | Londyn  | 10 sierpnia 2012 |

## Wyniki

### Runda eliminacyjna
Po trzy najlepsze drużyny z każdego biegu (Q) oraz 2 pozostałe z najlepszymi czasami (q) zakwalifikowały się do półfinałów.
Bieg 1
| Pozycja | Tor | Państwo         | Zawodnicy                                                                       | Czas  | Uwagi | Źródło |
| ------- | --- | --------------- | ------------------------------------------------------------------------------- | ----- | ----- | ------ |
| 1       | 5   | Jamajka         | Simone Facey, Sashalee Forbes, Veronica Campbell-Brown, Shelly-Ann Fraser-Pryce | 41,79 | Q,    | [ 3 ]  |
| 2       | 7   | Wielka Brytania | Asha Philip, Desiree Henry, Dina Asher-Smith, Daryll Neita                      | 41,93 | Q,    | [ 3 ]  |
| 3       | 1   | Ukraina         | Ołesia Powch, Natalija Pohrebniak, Marija Riemień, Jelizaweta Bryzhina          | 42,49 | Q,    | [ 3 ]  |
| 4       | 4   | Kanada          | Farah Jacques, Crystal Emmanuel, Phylicia George, Khamica Bingham               | 42,70 | q,    | [ 3 ]  |
| 5       | 6   | Chiny           | Yuan Qiqi, Ge Manqi, Wei Yongli, Liang Xiaojing                                 | 42,70 |       | [ 3 ]  |
| 6       | 3   | Holandia        | Jamile Samuel, Dafne Schippers, Tessa van Schagen, Naomi Sedney                 | 42,88 |       | [ 3 ]  |
| 7       | 8   | Polska          | Ewa Swoboda, Marika Popowicz-Drapała, Klaudia Konopko, Anna Kiełbasińska        | 43,33 |       | [ 3 ]  |
| 8       | 2   | Ghana           | Flings Owusu-Agyapong, Gemma Acheampong, Beatrice Gyaman, Janet Amponsah        | 43,37 |       | [ 3 ]  |

Bieg 2
| Pozycja | Tor | Państwo           | Zawodnicy                                                                  | Czas  | Uwagi    | Źródło |
| ------- | --- | ----------------- | -------------------------------------------------------------------------- | ----- | -------- | ------ |
| 1       | 7   | Niemcy            | Tatjana Pinto, Lisa Mayer, Gina Lückenkemper, Rebekka Haase                | 42,18 | Q,       | [ 3 ]  |
| 2       | 8   | Nigeria           | Gloria Asumnu, Blessing Okagbare, Jennifer Madu, Agnes Osazuwa             | 42,55 | Q,       | [ 3 ]  |
| 3       | 1   | Trynidad i Tobago | Semoy Hackett, Michelle-Lee Ahye, Kelly-Ann Baptiste, Khalifa St. Fort     | 42,62 | Q,       | [ 3 ]  |
| 4       | 4   | Francja           | Floriane Gnafoua, Céline Distel-Bonnet, Jennifer Galais, Stella Akakpo     | 43,07 |          | [ 3 ]  |
| 5       | 5   | Szwajcaria        | Ajla Del Ponte, Sarah Atcho, Ellen Sprunger, Salomé Kora                   | 43,12 |          | [ 3 ]  |
| –       | 6   | Kazachstan        | Rima Kaszafutdinowa, Wiktorija Ziabkina, Julija Rachmanowa, Olga Safronowa | DSQ   | R 163.2b | [ 3 ]  |
| –       | 3   | Brazylia          | Bruna Farias, Franciela Krasucki, Kauiza Venancio, Rosângela Santos        | DSQ   | R 163.3a | [ 3 ]  |
| –       | 2   | Stany Zjednoczone | Tianna Bartoletta, Allyson Felix, English Gardner, Morolake Akinosun       | N/A   |          | [ 4 ]  |

Bieg specjalny
| Pozycja | Tor | Państwo           | Zawodnicy                                                            | Czas  | Uwagi | Źródło |
| ------- | --- | ----------------- | -------------------------------------------------------------------- | ----- | ----- | ------ |
| 1       | 2   | Stany Zjednoczone | Tianna Bartoletta, Allyson Felix, English Gardner, Morolake Akinosun | 41,77 | q,    | [ 3 ]  |

### Final
| Pozycja | Tor | Państwo           | Zawodniczki                                                                            | Czas  | Uwagi | Źródło |
| ------- | --- | ----------------- | -------------------------------------------------------------------------------------- | ----- | ----- | ------ |
| złoto   | 1   | Stany Zjednoczone | Tianna Bartoletta, Allyson Felix, English Gardner, Tori Bowie                          | 41,01 | SB    | [ 5 ]  |
| srebro  | 6   | Jamajka           | Christania Williams, Elaine Thompson, Veronica Campbell-Brown, Shelly-Ann Fraser-Pryce | 41,36 | SB    | [ 5 ]  |
| brąz    | 5   | Wielka Brytania   | Asha Philip, Desiree Henry, Dina Asher-Smith, Daryll Neita                             | 41,77 | NR    | [ 5 ]  |
| 4       | 4   | Niemcy            | Tatjana Pinto, Lisa Mayer, Gina Lückenkemper, Rebekka Haase                            | 42,10 |       | [ 5 ]  |
| 5       | 7   | Trynidad i Tobago | Semoy Hackett, Michelle-Lee Ahye, Kelly-Ann Baptiste, Khalifa St. Fort                 | 42,12 | SB    | [ 5 ]  |
| 6       | 8   | Ukraina           | Ołesia Powch, Natalija Pohrebniak, Marija Riemień, Jelizaweta Bryzhina                 | 42,36 | SB    | [ 5 ]  |
| 7       | 2   | Kanada            | Farah Jacques, Crystal Emmanuel, Phylicia George, Khamica Bingham                      | 43,15 |       | [ 5 ]  |
| 8       | 3   | Nigeria           | Gloria Asumnu, Blessing Okagbare, Jennifer Madu, Agnes Osazuwa                         | 43,21 |       | [ 5 ]  |